# クリスタルボール
クリスタルボール（Crystal Ball）は、ダイキサウンド株式会社が商標権を所有する日本のファッションブランド。株式会社ヒューマン・デベロップメント・リポートがライセンスを受けて販売を展開している。 

## 概要
1999年に東京の表参道に石丸アキヒコが開店した古着屋「GARCIA MARQUEZ」からの名称変更によって、2007年に「Crystal Ball」のブランド名が誕生。GARCIA MARQUEZは創立以来、輸入物のヴィンテージ生地や古着を使ったリメイク製品を販売し、人気の基盤を築いた。また、創業者石丸夫妻の愛犬であるボストンテリアの「ヒッピー」をあしらった独自デザインの各種アイテムが若者の間でヒットした。2007年にブランド名をCrystal Ballに変更後、2年後に開店当時のブランド名を「GARCIA MARQUEZ gauche」と名称を変更の上、再開した。取扱い製品にはヒッピーをモチーフにした色鮮やかなグラフィックプリントの「サンジェルマン」トートなどがある。 
2010年4月、Crystal Ball、Garchia Marquezを含む商標権が株式会社ヒューマン・デベロップメント・リポートからダイキサウンド株式会社に譲渡された。ダイキサウンドは音楽関連の著作権管理で築いたノウハウをファッションなど他の業種のライセンスマネジメントにも生かすことで事業を拡大する狙いがあるという。 

## トレードマーク
クリエイティブディレクター石丸アキヒコの愛犬でボストンテリアの「ヒッピー」がクリスタルボールを象徴する犬のキャラクターとして使用されている。 

## コラボレーション
クリスタルボールは異業種とデザイン・販売における共同企画を行なった。2008年6月にはJリーグ・京都サンガF.C.のオフィシャルバッグサプライヤーとなり、チームの遠征用バッグの提供を行なった。同年7月にはユニバーサル・スタジオ・ジャパンと共同企画してスヌーピーとヒッピーのイラストをあしらったバッグを発表し、同テーマパーク内にて限定発売を行なった。2009年12月にはチュッパチャプスと共同してキャンディのイラストが施された製品を企画し、ファミマ・ドット・コムからの限定発売を行なった。

## 沿革
- 1999年4月 : GARCIA MARQUEZ（ガルシア マルケス）表参道本店開店、ST-GERMAIN（サンジェルマン）誕生
- 2002年10月: 新潟店OPEN（FC店）
- 2003年4月 : 福岡店OPEN（FC店）
- 2004年10月: 沖縄店OPEN（直営店）
- 2005年12月: 大阪店OPEN（FC店）
- 2009年4月 : GARCIA MARQUEZ gaucheブランドを発表
- 2010年2月 : 株式会社に会社形態を変更 [要出典]